# フジ日本
フジ日本株式会社（ふじにほん、英: Fuji Nihon Corporation）は、日本の製糖会社。

## 概要
日商岩井（現在の双日）系列であった日本精糖とフジ製糖が2001年10月に合併し発足した。砂糖のブランドは東北・新潟県では旧日本精糖の『さくらんぼ印』、山梨県・長野県・静岡県では旧フジ製糖の『フジ印』を販売している。
塩水港精糖と東洋精糖との共同生産会社である「太平洋製糖」に参画している。
砂糖以外の事業として食品添加物、食物繊維素材「イヌリン」の製造、切花活力剤の製造をおこなっている。2024年3月期の売上構成は精糖事業51.2%、機能性素材事業46.3%、不動産事業2.4%となっている。

## 沿革
- 1949年7月 - 神奈川県横浜市保土ケ谷区川辺町に日本精糖株式会社設立。
- 1953年2月 - 本社を東京都中央区日本橋茅場町に移転。
- 1961年10月 - 東京証券取引所市場第2部に上場。
- 2001年
  - 9月 - 横浜工場での生産を終了。跡地はコーナンに賃貸され、ホームセンターとなる[4]。
  - 10月 - フジ製糖株式会社と合併し、フジ日本精糖株式会社に商号変更。
- 2022年4月 - 東京証券取引所の市場区分の見直しにより市場第二部からスタンダード市場へ移行。
- 2024年10月 - フジ日本精糖株式会社をフジ日本株式会社に商号変更。

## 関係会社
- 協立食品（東京都中央区）（製糖業・100%子会社）
- マ・マーマカロニ（栃木県宇都宮市）（マカロニ・スパゲティ製造販売）
- 太平洋製糖（横浜市鶴見区）（精糖業）
- 南栄糖業（鹿児島県大島郡）（製糖業）